# Daniëlle de Bruijn
Daniëlle de Bruijn (Vlaardingen, 13 februari 1978) is een Nederlands waterpolospeelster. Met het Nederlands team veroverde ze op de Olympische Zomerspelen van 2008 in Peking goud. Ze maakte in de finale tegen de Verenigde Staten (9-8) zeven van de negen Nederlandse doelpunten en was met zeventien treffers topscorer van het toernooi.

## Olympische carrière

### 2000
De linkshandige De Bruijn maakte in 2000 haar olympische debuut op de Olympische Spelen van Sydney. Het Nederlandse waterpoloteam werd vierde achter Australië, de Verenigde Staten en Rusland. In de halve finale verloor Nederland met 5-4 van de Verenigde Staten. In de bronzen finale won Rusland met 4-3. De Bruijn was topscorer van het toernooi met elf doelpunten.

### 2008
De Bruijn was in 2003 eigenlijk gestopt bij het Nederlands team. Bondscoach Robin van Galen haalde haar in 2005 over toch mee te gaan naar de Olympische Spelen van 2008. Daar schreef ze - met zeven van haar zeventien toernooidoelpunten in de finale tegen regerend wereldkampioen Amerika - een aanzienlijk deel van de olympische titel op haar persoonlijke conto. Nederland stond negende op de wereldranglijst.
De Bruijn bleek het gehele toernooi te hebben gespeeld met een kapotte kruisband, waarvan ze op de hoogte was. Ze droeg haar gouden medaille op aan Nick van den Heuvel, een jongen van haar club Widex GZC DONK uit Gouda, die kort daarvoor op negentienjarige leeftijd was overleden.

## Clubs
1989: lid als wedstrijdzwemmer van De Walrus
1991: begonnen als waterpolospeelster bij De Walrus
1994: Donk, Gouda
2001-2003: Athlon Palermo (Italië)
2004-2011: GZC DONK

## Palmares

### Clubniveau

#### GZC Donk
- Nederlands kampioenschap waterpolo Dames: 1997-1998, 1998-1999, 2004-2005, 2010-2011
- KNZB Beker: 1997-1998, 1999-2000, 2000-2001, 2004-2005, 2010-2011

### Nederlands team
- 1994:  Europees Jeugdkampioenschap Papendal (Nederland)
- 1995:  Wereld Jeugdkampioenschap Quebec (Canada)
- 1996:  Europees Jeugdkampioenschap Netanya (Israël)
- 1997:  Europees Kampioenschap Sevilla (Spanje)
- 1998:  Wereldkampioenschap Perth (Australië)
- 1999:  Fina World Cup
- 1999:  Europees Kampioenschap Prato (Italië)
- 2006: 6e EK Belgrado (Servië)
- 2007: 9e WK Melbourne (Australië)
- 2008: 5e EK Málaga (Spanje)
- 2008:  Olympische Spelen van Peking (China)

### Individuele prijzen
- 2000: Olympische Spelen, topscorer met 11 doelpunten
- 2008: Olympische Spelen van Peking, topscorer met 17 doelpunten
- 2010: Uitgeroepen tot 3e beste speelster van het decennium door de wereldzwemfederatie FINA[1]

Gillian van den Berg · 
Karla van der Boon · 
Hellen Boering · 
Daniëlle de Bruijn · 
Edmée Hiemstra · 
Karin Kuipers · 
Ingrid Leijendekker · 
Patricia Libregts · 
Mirjam Overdam · 
Heleen Peerenboom · 
Carla Quint · 
Marjan op den Velde · 
Ellen van der Weijden-Bast
Iefke van Belkum · 
Gillian van den Berg · 
Daniëlle de Bruijn · 
Mieke Cabout · 
Rianne Guichelaar · 
Biurakn Hakhverdian · 
Marieke van den Ham · 
Noeki Klein · 
Simone Koot · 
Ilse van der Meijden · 
Meike de Nooy · 
Alette Sijbring · 
Yasemin Smit · 
Robin van Galen (bondscoach) · 
Arno Havenga (teammanager)